# Le Petit Vampire (film)
Pour les livres originaux, voir Le Petit Vampire.
Pour le film d’animation de Joann Sfar, voir Petit Vampire (film).
Pour plus de détails, voir Fiche technique et Distribution.
Le Petit Vampire est un film germano-américano-néerlando-britannique réalisé par Uli Edel et sorti en 2000. Il s'agit d'une adaptation de la série de romans Le Petit Vampire écrite par Angela Sommer-Bodenburg.

## Synopsis
Tony Thompson, américain de neuf ans, a récemment immigré dans une petite ville d'Écosse avec sa famille. Son père construit un complexe touristique et un golf pour une famille noble de la région, mais le jeune Tony a du mal à s'intégrer. Il cauchemarde chaque nuit à propos d'un rassemblement de vampires lors du passage d'une comète, ce qui amplifie sa position de souffre-douleur auprès des autres jeunes. Mais un soir il fait la connaissance de Rudolph, un jeune vampire, ce qui lui confirme leur existence. Ce sera son premier ami, une créature nocturne bien plus humaine que les enfants qui le malmènent à son école. Cette rencontre le mènera à la dangereuse recherche d'un médaillon afin de libérer la famille Sackville-Bagg de leur malédiction. Cependant Rookery, un chasseur de vampires, va lui donner du fil à retordre lors de cette quête.

## Fiche technique
- Titre original : The Little Vampire
- Titre français : Le Petit Vampire
- Réalisation : Uli Edel
- Scénario : Larry Wilson et Karey Kirkpatrick, d'après un roman d'Angela Sommer-Bodenburg
- Direction artistique : Nick Palmer
- Costumes : James Acheson
- Photographie : Bernd Heinl
- Montage : Peter R. Adam
- Musique : Nigel Clarke et Michael Csányi-Wills
- Production : Richard Claus
- Sociétés de production : New Line Cinema, Cometstone Pictures, Comet Film, Avrora Media, Propaganda Films et Stonewood Communications
- Sociétés de distribution : New Line Cinema, Metropolitan Filmexport, Alliance Atlantis Vivafilm
- Pays d'origine : Allemagne - États-Unis - Pays-Bas
- Format : Couleurs - 35 mm - 1,85:1 - Dolby Digital
- Genre : comédie, fantastique
- Durée : 91 minutes
- Date de sortie : 2000

## Distribution
- Jonathan Lipnicki (VF : Maxime Nivet ; VQ : Xavier Dolan) : Tony Thompson
- Richard E. Grant (VQ : Jean-Luc Montminy) : Frederick Sackville-Bagg
- Jim Carter (VQ : Hubert Gagnon) : Rookery
- Alice Krige (VF: Marie Vincent ; VQ : Johanne Garneau) : Freda Sackville-Bagg
- Pamela Gidley (VF : Déborah Perret ; VQ : Valérie Gagné) : Dottie Thompson
- Tommy Hinkley (VQ : Daniel Lesourd) : Bob Thompson
- Anna Popplewell (VQ : Stéfanie Dolan) : Anna Sackville-Bagg
- Dean Cook : Gregory Sackville-Bagg
- Rollo Weeks (VQ : Xavier Morin-Lefort) : Rudolph Sackville-Bagg
- John Wood (VQ : Yves Massicotte) : Lord McAshton
- Audrey Wasilewski (VQ: Lisette Dufour) : Alice Flynn
- Tara Strong : Stacy Patel
- Stephanie Morgenstern : Isabella Fletcher
- Scott McCord : Fred
- Martin Roach : Ernest
- Kari Walghren : Céléstine Marais

## Récompense
- Deutscher Filmpreis du meilleur film pour enfants